# خضر الكيلاني
خضر الكيلاني شاعر وكاتب وأديب عراقي .

## سيرته
شاعر معروف، من مواليد ديالى 1933، ومن آل الكيلاني وهي عائلة لها تاريخ عريق ويرجع بنسبه إلى عبد القادر الجيلاني الحسني ولقد أنجبت الأسرة الكيلانية العديد من الأعلام على مر العصور ، كان يشغل منصب مشرف تربوي في وزارة التربية العراقية حتى إحالته على التقاعد سنة 2001م، ومن أهم مؤلفاته "تاريخ شعراء ديالى"، توفي سنة 2003.
- نشر الكثير من الكتب والمقالات والقصائد الشعرية والبحوث في النقد الأدبي واللغة والتاريخ والفن في عدد من المجلات العربية منها: 
  - مجلة الوعي الإسلامي في الكويت.
  - مجلة المجتمع في بيروت.
  - مجلة الاقلام في بيروت.
- عضو جمعية المؤلفين والكتاب العراقيين 1984.
- عضو مؤسس اتحاد ادباء ديالى عام 1984.[3]

## دواوينه
شارك في العديد من المهرجانات والمؤتمرات الأدبية والشعرية لديه عشرات المؤلفات والدواوين الشعرية.
له العديد من الدواوين والمؤلفات منها:
- الروح الخالدة[4]

## انظر
- فالح الكيلاني